# Pollegio
Pollegio är en ort och kommun i distriktet Leventina i kantonen Ticino, Schweiz. Kommunen har 854 invånare (2023).